# Murrumbateman
Murrumbateman är en ort i Australien. Den ligger i kommunen Yass Valley och delstaten New South Wales, i den sydöstra delen av landet, omkring 240 kilometer sydväst om delstatshuvudstaden Sydney. Antalet invånare är 2 144.
Runt Murrumbateman är det mycket glesbefolkat, med 3 invånare per kvadratkilometer.. Närmaste större samhälle är Yass, omkring 18 kilometer nordväst om Murrumbateman. 
Trakten runt Murrumbateman består till största delen av jordbruksmark. Genomsnittlig årsnederbörd är 990 millimeter. Den regnigaste månaden är februari, med i genomsnitt 169 mm nederbörd, och den torraste är maj, med 39 mm nederbörd.